# Oncideres ocellaris
Oncideres ocellaris là một loài bọ cánh cứng trong họ Cerambycidae.